# Schleifkorbtrage

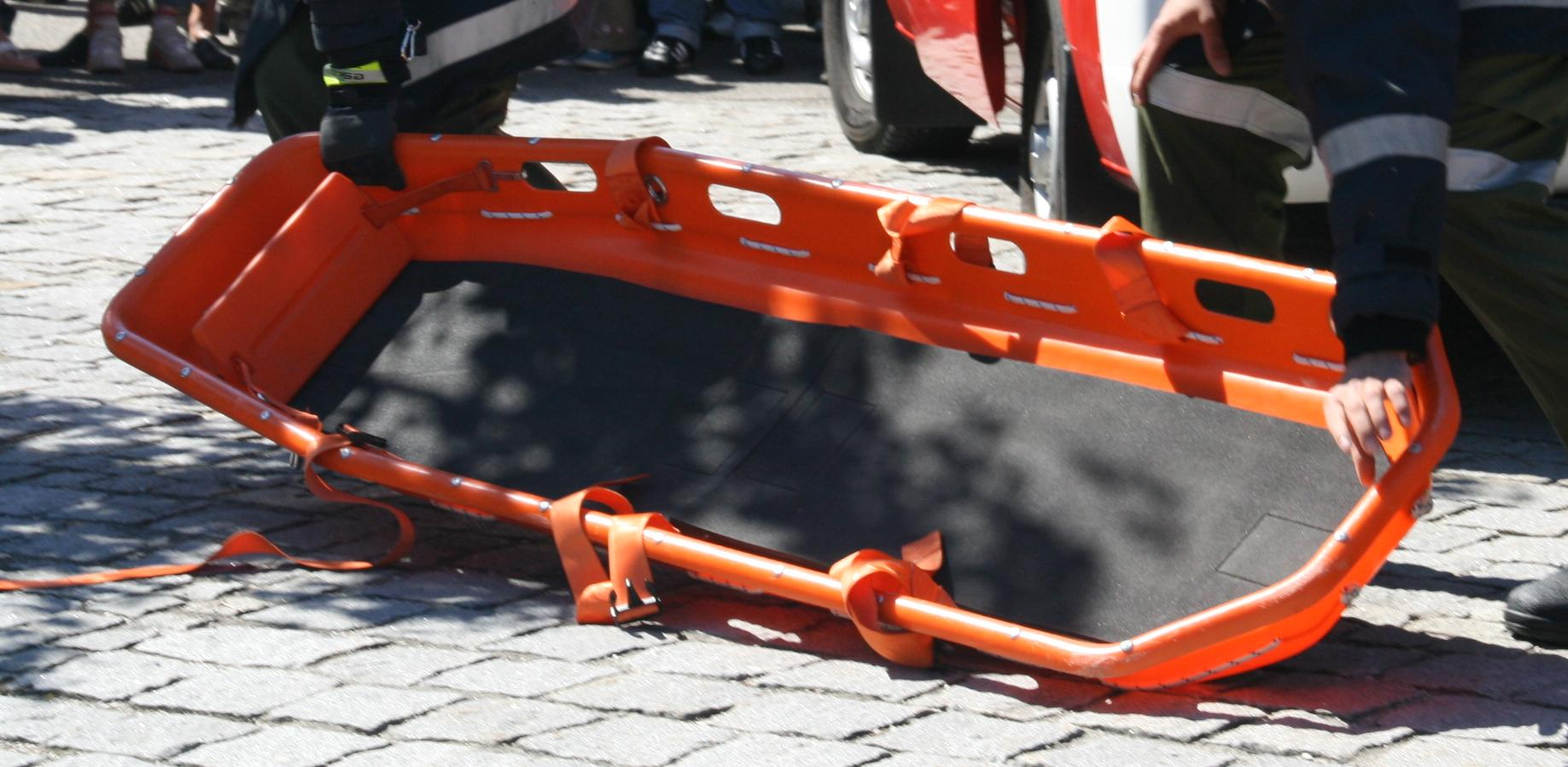
Schleifkorbtrage

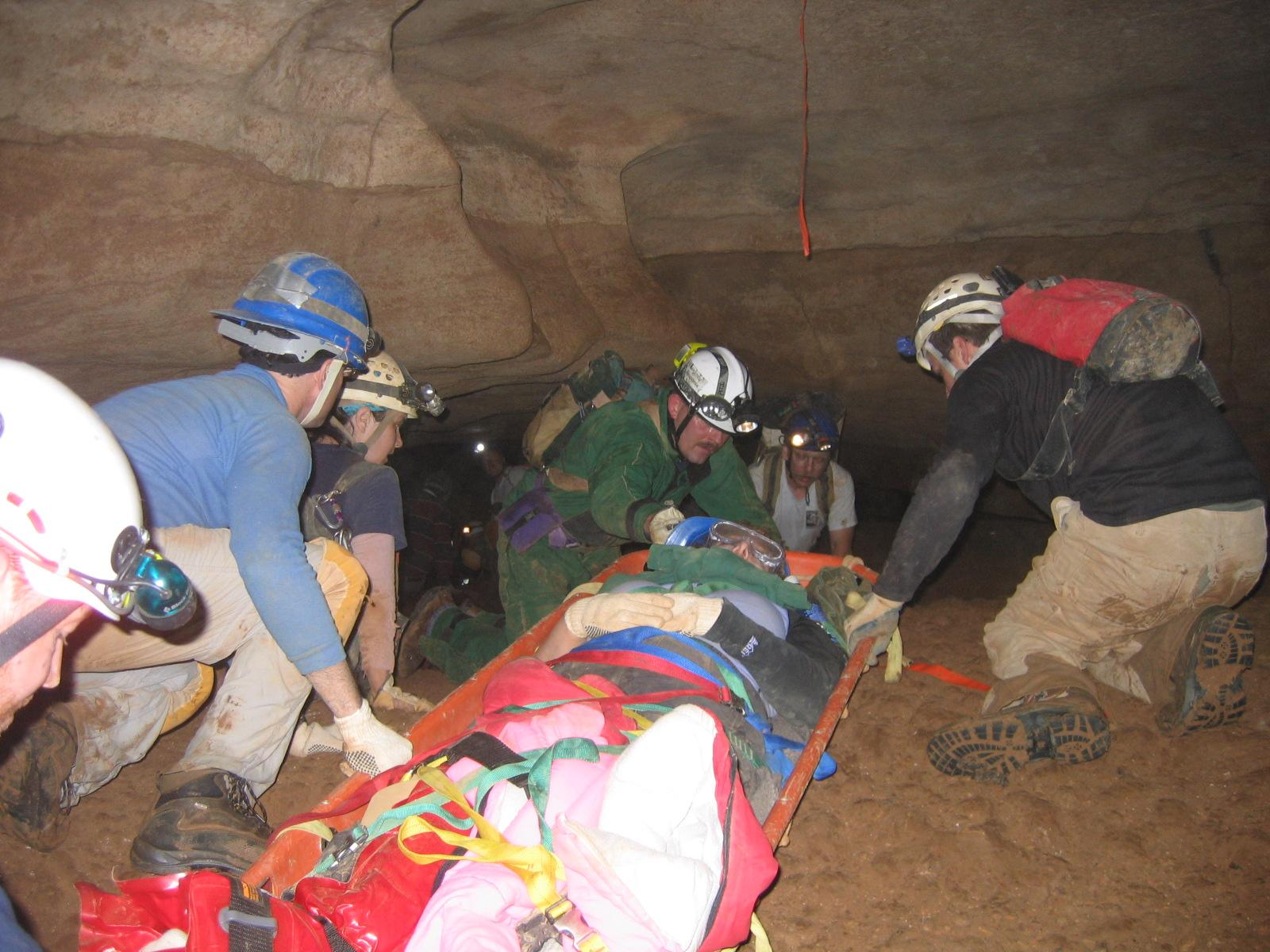
Mitglieder eines Höhlenrettungsteams üben die Rettung eines Höhlenforschers aus einer Höhle mittels Schleifkorbtrage

Eine Schleifkorbtrage (in Österreich auch Korbtrage oder Rettungswanne) dient der sicheren und  patientengerechten Rettung von Personen durch Feuerwehr, Technisches Hilfswerk oder Rettungsdienst aus unwegsamen Gelände, engen oder unzugänglichen Gebäuden.

## Verwendung
Der Patient kann in die Trage hinein gelegt werden und wird dann festgegurtet.
Am Seitenrand bietet diese Form der Krankentrage viele Ösen für Haltegurte, Sicherungsseile und Haltegriffe zum Tragen. Teilweise sind auch Fußstützen vorgesehen, um den Patienten gegen herausrutschen zu sichern. Die Schleifkorbtrage kann eingesetzt werden, um beispielsweise Böschungen zu überwinden. Dies ist mit einer normalen Krankentrage nur schwer möglich. Die Schleifkorbtrage hingegen kann von mehreren Personen getragen und gesichert werden. So wird eine patientengerechte Rettung unterstützt.
In der Deutschschweiz wird die Schleifkorbtrage oft auch als Rettungswanne bezeichnet.
Häufig kommt diese Form der Trage auch in der Berg-, Höhlen- und Höhenrettung zum Einsatz.

## Schleifkorb
Die Schleifkorbtrage wurde aus dem Schleifkorb des Grubenrettungsdienstes entwickelt. Der Schleifkorb aus Aluminium wird vom 
Technischen Hilfswerk auch heute noch für die schwere Bergung eingesetzt.

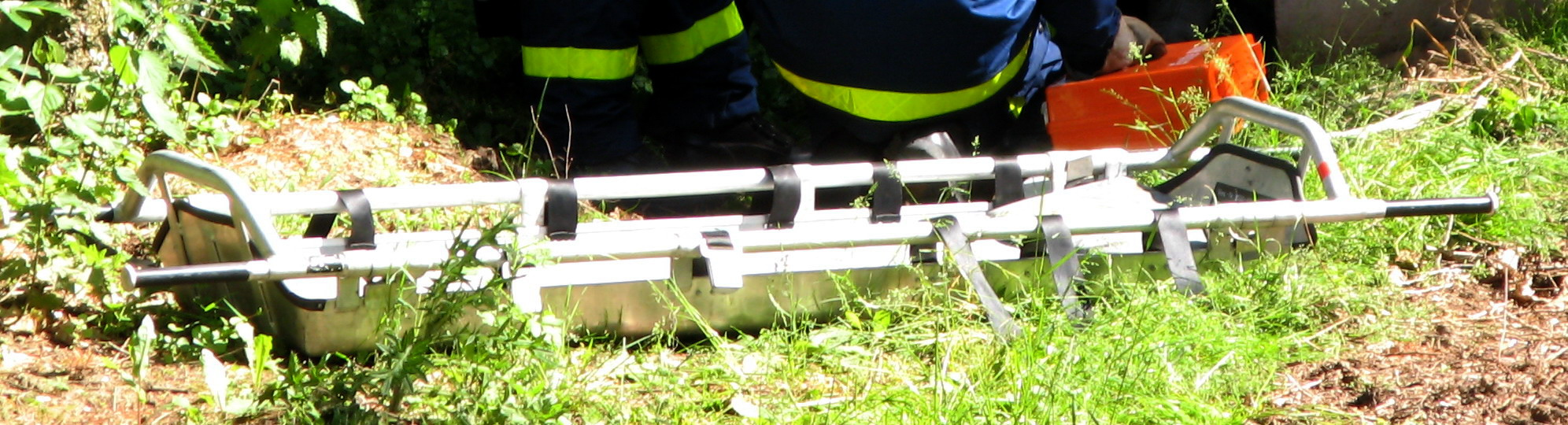
Schleifkorb
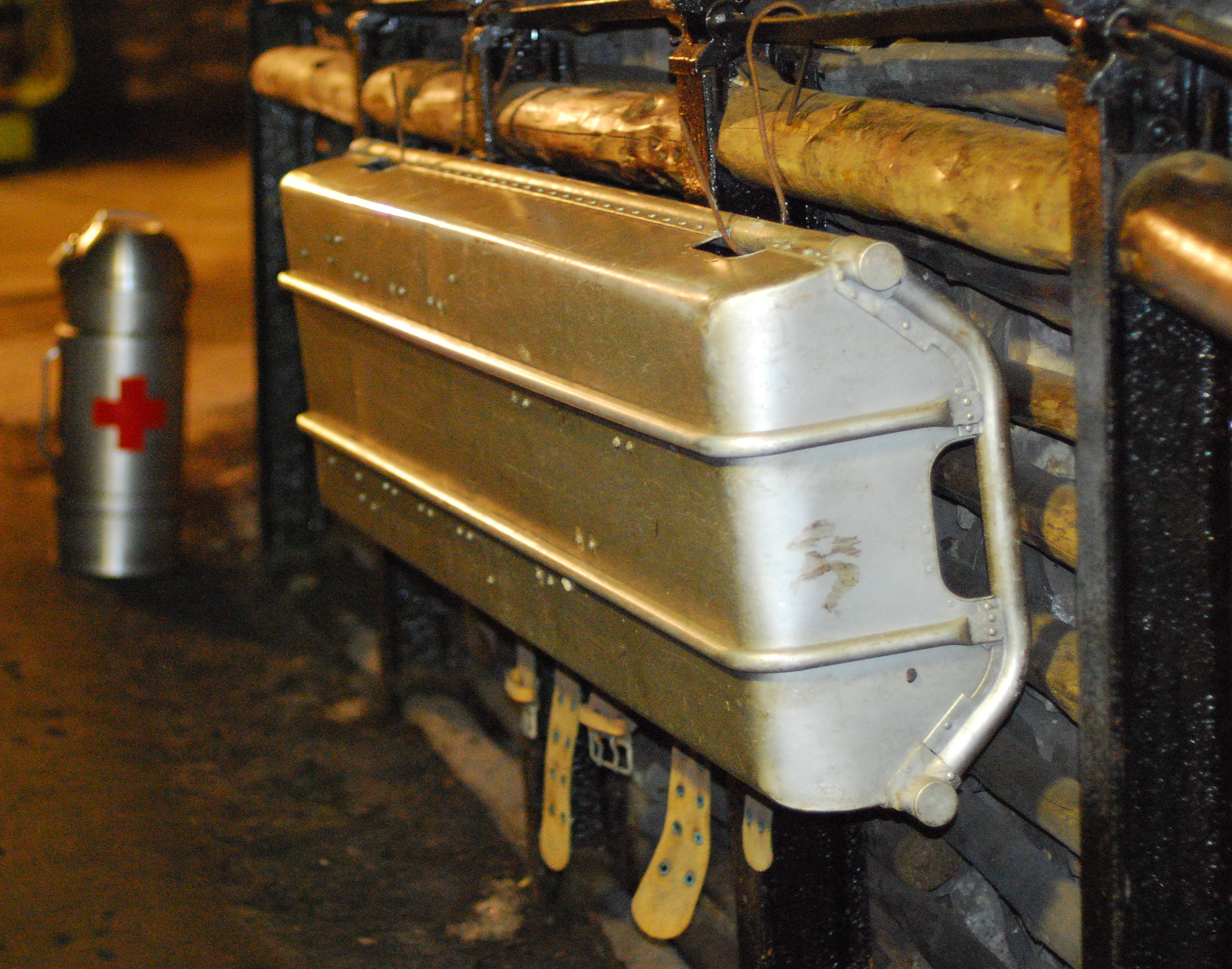
Schleifkorb im Bergbau